# Iglesia de San Hilario (Näfels)
La Iglesia Parroquial de San Hilario o la Iglesia de San Hilario (en alemán: Pfarrkirche St. Hilarius) es una iglesia católica en Näfels, Glarus Nord, Cantón de Glaris, en el país europeo de Suiza. Está clasificada como una Propiedad Cultural de Importancia Nacional.
La iglesia lleva el nombre de Hilario de Poitiers. Construida en el estilo barroco, fue diseñada por los arquitectos Johann Singer y Jakob Singer de Lucerna, y construida a partir de 1779 hasta 1781. Fue renovada en 1979, con motivo del segundo centenario del inicio de su construcción original. 
Una llama eterna se mantiene encendida en la iglesia, en recuerdo por un asesinato del siglo XIV.